# Aeroportul Sokol
Aeroportul Sokol (IATA: GDX, ICAO: UHMM) este un aeroport din Magadan, Magadan Urban Okrug⁠(d), Regiunea Magadan, Rusia ce deservește zona Magadan. Aeroportul a fost tranzitat în 2021 de 471.164 de pasageri. A fost deschis în 12 ianuarie 1961 și numit după Vladimir Vîsoțki.
Situat la o altitudine de 175 m, aeroportul dispune de 1 pistă.

## Infrastructură

### Piste
Aeroportul dispune de o singură pistă. Pista are orientarea 10/28.